# Río Kollidam
El río Kolidam (del tamil: கொள்ளிடம் ஆறு) Coleroon en el inglés colonial) se halla localizado en el estado de Tamil Nadu, al sudeste de la India.

## Descripción
El Kolidam es un distributario, es decir, uno de los brazos en que se divide el río Kaveri, uno de los grandes ríos de la India, discurre a través del delta de Thanjavur, y corre paralelo al río madre durante unos 28 km para volver a unirse tras haber formado la isla de Srirangam. En el extremo sur de la isla arranca de nuevo y continúa en solitario hasta el mar, donde desemboca cerca de Devikottai, en la bahía de Bengala.
Sus aguas se utilizan para regar una extensa región. En Lower Anaicut se encuentra una gran represa que distribuye el agua en cinco partes, al río Vadavar, a tres canales y a Kumukkimanniyaru.